# Neopromachus servillei
Neopromachus servillei är en insektsart som först beskrevs av Xavier Montrouzier 1855.  Neopromachus servillei ingår i släktet Neopromachus och familjen Phasmatidae. Inga underarter finns listade i Catalogue of Life.